# Johann Paul Rockenthien
Johann Paul Rockenthien († 16. Oktober 1752 in Merxleben) war ein Beamter in der Sekundogenitur Sachsen-Weißenfels und im Kurfürstentum Sachsen. Er war zunächst fürstlich-sächsischer, ab 1746 kurfürstlich-sächsischer Amtmann im Amt Sachsenburg. Ferner war er Erb-, Lehn- und Gerichtsherr in Merxleben.

## Leben
Er stammt aus der thüringischen Familie Rockenthien, die im Jahre 1792 in den Reichsadelsstand erhoben worden ist. Sein Vater war der Oberamtmann Johann Rockenthien aus Langensalza. In dieser Amtsstadt wuchs Johann Paul als ältester Sohn gemeinsam mit seinen jüngeren Geschwistern auf. Als 1715 sein Vater das verschuldete Rittergut in Merxleben ersteigerte, zogen seine Eltern mit den Kindern dorthin auf das Land.
Er schlug die Verwaltungslaufbahn im Dienst des Herzogs von Sachsen-Weißenfels ein. Bei seinem Vater ging er in die Lehre und wird 1727 Vize-Amtmann des Amtes Langensalza genannt. Als sein Vater Johann Rockenthien 1739 starb, erbte er gemeinsam mit seinen drei jüngeren Geschwistern dessen Lehngut in Merxleben. Dieses wurde am 28. Juni 1741 durch einen Erbrezess untereinander aufgeteilt.
Bereits 1739 wird er als Amtmann auf Schloss Sachsenburg bezeichnet. Diese Funktion übte er bis zu seinem Tod im Jahre 1752 aus.

## Familie
Am 25. November 1727 heiratete Johann Paul Rockenthien in Langensalza Friederica Regina Christina Guisiin aus Thamsbrück. Mit ihr hatte er folgende Kinder:
- Johann Christoph Carl Rockenthien (* 1732)
- Johann Gustav Ernst Rockenthien (* 1734)
- Eva Eleonora Constantina Rockenthien (* 1738)
- Johanne Eleonora Augusta Rockenthien (* 1742) und
- Christian Heinrich Adolph Rockenthien (* 1747).

Sein Familienwappen war heraldisch wie folgt gestaltet: In Blau ein rechts gekehrter, roter Greif mit roter ausgeschlagener Zunge, welcher in der rechten Klaue drei goldene Ähren, von welchen sich die beiden äußeren abwärts neigen, emporhält. Auf dem Schild steht ein Helm auf welchem, zwischen zwei Büffelhörnern, drei goldene Ähren stehen, von welchen die beiden äußeren über die Hörner herabhängen. Die Helmdecken sind rot und golden.